# Tata Sumo
Tata Sumo — внедорожник индийской компании Tata Motors выпускаемый с 1994 года. Модель выпускается уже четверть века практически без изменений внешнего вида, при том, что «второе поколение» выпускавшееся параллельно в 2008—2016 годах, было снято с производства.

## История
Модель была запущена в 1994 году. Название «Sumo» происходит от имени Sumant Moolgaokar — одного из создателей компании Tata Motors.
Модель имела большой успех — при планах продаж в 5 000 — 15 000 единиц в год, уже в 1997 году был выпущен 100 000 автомобиль (до модели на индийском рынке самыми современными моделями внедорожников были модели компании Mahindra & Mahindra основанные ещё на Willys Jeep 1940-х годов).
Автомобиль имел полный привод, но только в армейском и экспортном вариантах, для продажи в Индии изначально была доступна только версия 2WD. Конструкция основывалась на платформе пикапа Tata Sierra собственной разработки компании Tata. Двигатель — 2,0 литровый четырехцилиндровый дизельный Peugeot XD88 мощностью 63 л. с., выпускавшийся по лицензии Tata Motors в Индии. Коробка передач — 5-ступенчатая механическая.
В 1996 году линейка модели была дополнена версией «Deluxe» с более богатой комплектацией. В 1998 году двигатель был турбирован, мощность возросла до 92 л. с., и стал соответствовать нормам Euro 2, но эта версия до 2001 года поставлялась только на экспорт.
В 2000 году линейка была добавлена версией Spacio с двигателем объемом 2.5 литра мощностью в 65 л. с., более экономичным, а в 2007 году версией Spacio Gold Plus, которая получила 3,0 литровый турбированный двигатель семейства 4SP мощностью в 70 л. с. Также была добавлена версия Victa отличающаяся повышенным комфортом — гидроусилителем руля, электрическими стеклоподъемниками и пр.
В 2008 году было выпущено условно второе поколение модели — Tata Sumo Grande, но производство первого поколения не прекратилось, в 2014 году название модели «второго поколения» изменили на Tata Movus, чтобы избежать путаницы с «первым поколением», а в 2016 году выпуск «второго поколения» из-за низкого спроса был завершён, при том что «первое поколение» осталось в производстве. В 2011 и 2013 годах был произведён незначительный рестайлинг модели, двигатель заменён на 3.0 литровый дизельный CR4 мощностью 85 л. с.